# Emanuel Brítez
Emanuel Brítez (Santa Fé, 26 de março de 1992) é um jogador de futebol profissional argentino que atua como lateral-direito e zagueiro pelo Fortaleza.

## Carreira

### Unión Santa Fe
Emanuel Brítez iniciou sua carreira na escola de futebol do Unión Santa Fe aos 4 anos, atuando em todas as divisões inferiores e se consolidando como titular na Reserva da AFA, chegando a ser eleito capitão. Isso lhe valeu a convocação para sua primeira pré-temporada com o time profissional em 2012. Além disso, nesse mesmo ano, foi eleito jogador de destaque na Festa de Premiação do Futebol Juvenil da AFA.
No início de 2013, Brítez voltou a fazer parte da pré-temporada pelo elenco do Unión, estreando profissionalmente no dia 8 de fevereiro do mesmo ano, no empate em 1–1 com o Arsenal de Sarandí, na 1ª rodada do Torneio Final. No dia, foi protagonista de uma agressão a um jogador do Arsenal, do qual mais tarde se arrependeu publicamente.
Brítez foi titular em grande parte daquele torneio e, embora o Unión tenha sido rebaixado, seu desempenho foi satisfatório. Seu ponto alto aconteceu no clássico em que o Unión venceu o Colón por 1–0 com gol de Damián Lizio, quando "anulou" o jogador Emmanuel Gigliotti, fazendo a mídia o escolher como figura da partida. O bom nível demonstrado pelo jovem fez com que o Unión lhe assinasse o seu primeiro contrato profissional, que na época durou até 2017.

### Transferências
Em 28 de dezembro de 2017, Brítez foi emprestado ao Independiente.
Em junho de 2019, Brítez deveria voltar ao Unión Santa Fe, mas o Rosario Central negociou a compra da metade do passe do jogador, sendo assim se transferindo ao clube de Rosário.
Em 26 de novembro de 2020, Brítez foi anunciado oficialmente como reforço do Defensa y Justicia.
Após o fim do contrato com o Defensa y Justicia, Brítez retornou ao Unión Santa Fe.
Em julho de 2022, Brítez foi contratado pelo Fortaleza. Um ano depois, teve o contrato renovado pelo Leão do Pici até o final de 2025.

## Títulos
Independiente
- Copa Suruga Bank: 2018

Defensa y Justicia
- Copa Sul-Americana: 2020
- Recopa Sul-Americana: 2021

Fortaleza
- Campeonato Cearense: 2023
- Copa do Nordeste: 2024